# Vol 370 de Malaysia Airlines
El Vol 370 de Malaysia Airlines (MH370), també designat en virtut d'un acord de codi compartit com a vol CZ748 de China Southern Airlines (CZ748), va ser un vol internacional regular de passatgers desaparegut, operat per un avió Boeing 777-200 que portava 227 passatgers i una tripulació de 12 persones. La causa de la desaparició fou la caiguda de l'aeronau a l'oceà, però durant uns anys, fins al 2018, la causa directa de la caiguda fou desconeguda. El fet que la ubicació d'aquest avió i la seva tripulació romangués desconeguda després de més de dues setmanes d'intensa recerca ha estat qualificat per alguns mitjans de comunicació de "succés sense precedents en l'aviació moderna", com "un dels majors misteris de la història de l'aviació", o "el misteri més gran de l'aviació civil de la història".
El vol es va enlairar des de Kuala Lumpur a les 00:41 hora local (UTC +8) del 8 de març de 2014 i estava programat per aterrar a Pequín a les 06:30 del mateix dia. El vol 370 va comunicar per última vegada amb els controladors aeris a les 01.30 hores, i va perdre el contacte per radar amb el Centre de Control de Trànsit Aeri de Subang (Malàisia) a les 02:40, dues hores després d'enlairar. En aquest moment, l'avió acabava d'endinsar-se en l'espai aeri vietnamita i havia d'haver aparegut en els radars dels controladors aeris de la República Socialista del Vietnam, però, aquest país va negar que el vol hagués establert cap contacte amb el control aeri. És a aquesta hora quan es perd tot contacte per radar amb l'aeronau. Altres informacions no oficials filtrades als mitjans de comunicació parlen que a les 03:40 hores l'avió va ser detectat per l'Exèrcit de Malàisia sobre l'illa de Pulau Perak, en ple estret de Malaca. El cap de la Força Aèria de Malàisia va afirmar que el radar militar mostrava que l'aeronau podria haver girat abans de desaparèixer.
El 15 de març, el primer ministre de Malàisia Najib Razak va anunciar en una conferència de premsa que les dades basades en satèl·lits mostraven que el transponedor i ACARS de l'aeronau van ser deshabilitats intencionadament i que les dades del radar indicaven que els moviments de l'aeronau concorden amb l'acció deliberada d'algú a l'avió. Ell va continuar dient que l'avió podria haver volat durant set hores després de desaparèixer del radar. Els esforços de recerca al mar de la Xina Meridional i el golf de Tailàndia van ser cancel·lats.
Finalment, el 24 de març, el primer ministre Razak va confirmar en conferència de premsa que l'avió va caure a l'oceà Índic a l'oest del port australià de Perth. Aquell mateix dia, Malaysia Airlines va publicar un comunicat Arxivat 2014-03-08 a Wayback Machine. (en anglès) a la seva pàgina web assumint la finalització del vol en l'esmentada ubicació. Per la seva banda, el dia 26 de març, el ministre de Defensa i Transports de Malàisia, Hishamudin Hussein, va anunciar que s'havien localitzat via satèl·lit 112 objectes que podrien correspondre a l'avió desaparegut.

## Aeronau

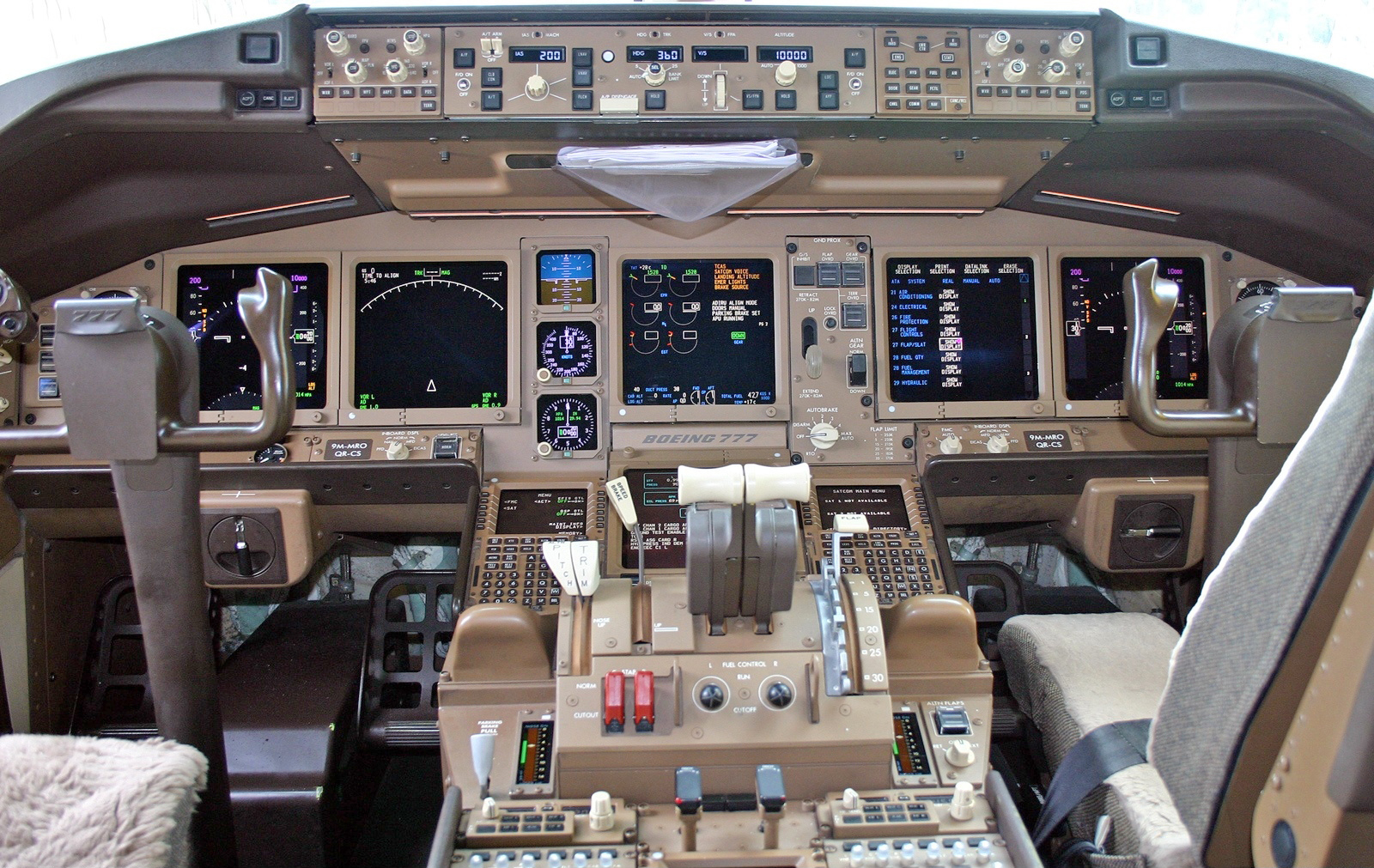
La cabina del 9M-MRO, l'aeronau perduda, fotografiada el 2004.

El Boeing 777-200ER, model 2H6ER,  matrícula 9M-MRO, núm. de construcció 28420, núm. de línia 404, 1r vol., 14.05.02, va ser lliurat nou a Malaysia Airlines el 31 de maig de 2002. Aquest model d'aeronau és propulsat per dos motors Rolls-Royce Trent 800. Segons l'aerolínia, el 9M-MRO havia acumulat 20.243 hores i 3023 cicles de servei. L'aeronau havia estat objecte d'una revisió de manteniment el febrer de 2014.
El 9M-MRO no havia estat involucrat en incidents majors. No obstant això, es va veure involucrat en un incident a l'Aeroport Internacional de Shanghai-Pudong el 9 d'agost de 2012, quan, durant el seu rodatge per un "taxiway", l'extrem d'una de les ales va colpejar la cua d'un Airbus A340-600, aparcat, de China Eastern Airlines.
El Boeing 777, considerat pels experts en aviació per tenir un registre «gairebé perfecte» de seguretat, posseeix un dels millors rècords de seguretat entre els avions comercials. Des del seu primer vol comercial el juny de 1995, només havia tingut dos incidents greus anteriors i tres morts a conseqüència d'això. El gener de 2008, 47 passatgers van resultar ferits quan cristalls de gel en el combustible del Vol 38 de British Airways li van fer perdre potència i aterrar d'emergència a l'Aeroport de Londres-Heathrow. El juliol de 2013 tres passatgers van morir i 181 van resultar ferits quan un error del pilot va causar l'aterratge forçós del vol 214 d'Asiana Airlines en l'aproximació final a l'Aeroport Internacional de San Francisco. Tots dos avions van resultar danyats més enllà de la reparació.

## Incident

Aeroports d'origen i destí per al MH370 i la seva última posició en el golf de Tailàndia.

El vol va partir de l'Aeroport Internacional de Kuala Lumpur a les 00:41 h de Malàisia (16:41, 7 mar UTC), però va desaparèixer del radar del control del trànsit aeri en les coordenades 6° 55′ 15″ N, 103° 34′ 43″ E / 6.92083°N,103.57861°E, en un punt de la mar de la Xina Meridional, sota control del Vietnam, molt proper a la frontera malaia. L'avió va deixar de comunicar i el senyal del transponedor es va perdre just abans de passar al centre de control de l'àrea de Ho Chi Minh.
La pàgina web d'Aviation Herald va informar que el control de trànsit aeri de Subang (Malàisia) va perdre contacte per radar i ràdio amb l'avió a les 01:22 i que Vietnam no havia detectat l'avió sobrevolant el seu territori. Oficialment, va advertir a Malaysia Airlines a les 02:40 que l'aeronau estava desapareguda. No obstant això, un portaveu de Malaysia Airlines va dir que l'última conversa entre la tripulació de vol i el control del trànsit aeri a Malàisia havia estat al voltant de la 01:30 i va declarar que l'avió no va desaparèixer dels sistemes de control del trànsit aeri a Subang fins a les 02:40, temps suficient perquè l'avió hagués estat volant sobre Vietnam.
Malaysia Airlines va emetre un comunicat de premsa indicant que el contacte es va perdre a les 02:40, quan l'aeronau estava aproximadament 120 milles nàutiques (220 quilòmetres) a l'est de Kota Kinabalu al mar de la Xina Meridional, que és la frontera de l'espai aeri de Malàisia i Vietnam, ja sobre cel vietnamita. Posteriorment, un alt comandament de l'aviació militar malaia va declarar que els radars van detectar per última vegada el vol sobre Pulau Perak, una petita illa de l'estret de Malaca. L'avió no va transmetre cap senyal de socors, d'indicacions de mal temps o de problemes tècnics abans de desaparèixer dels radars. El vol estava programat per aterrar a l'Aeroport Internacional de Pequín a les 06:30. Quan es va perdre contacte per radar amb l'aeronau, portava combustible suficient per a 7,5 hores de vol. Les autoritats pertinents de la Xina i Tailàndia van informar els seus homòlegs de Malàisia que l'avió no havia entrat en el seu espai aeri.
D'acord amb l'almirall Ngo Van Phat de l'Armada Popular del Vietnam, el radar militar va perdre l'avió 153 milles al sud de Thổ Châu, al golf de Tailàndia. El Govern vietnamita inicialment va informar que l'avió s'havia estavellat al mar, al golf de Tailàndia, tot i que l'aerolínia va negar aquesta afirmació i les al·legacions sobre la ubicació de l'aeronau per l'Armada vietnamita van ser rebutjades pel ministre de transport de Malàisia, Hishammuddin Hussein. Posteriorment, l'Armada vietnamita va aclarir que l'almirall en realitat es referia a la ubicació en la qual es va fer l'últim contacte i no al lloc de l'accident.

### Comunicacions posteriors
La revista New Scientist va informar, que abans de la desaparició de l'aeronau, dos informes automàtics ACARS havien estat enviats al centre de monitoratge de motors que Rolls-Royce l'empresa proveïdora dels motors posseeix al Regne Unit; i el Wall Street Journal, citant fonts del govern nord-americà, ha indicat que Rolls-Royce havia rebut un informe d'estat de l'aeronau cada trenta minuts durant cinc hores, de manera que implícitament s'indicava que l'aeronau havia estat operativa durant quatre hores després que el transponedor deixés de funcionar. El ministre malai de transport va expressar l'endemà que la informació de l'informe fet públic pel Wall Street Journal era inexacta, afirmant que l'última transmissió dels motors va ser rebuda a la 01:07, abans que l'aeronau desaparegués del radar secundari. Reuters en una anàlisi posterior d'aquesta notícia va indicar que era possible que la manca d'informes dels motors no necessàriament havien de significar que no hi ha evidència que el vol continués; l'evidència podia consistir en els senyals o "pings" enviades pels sistemes de diagnòstic d'anomalies per a manteniment. Aquests senyals només indicarien als satèl·lits que els motors es trobaven disposats per comunicar-se, si bé aquestes transmissions no eren informes de telemetria. Posteriorment, el Wall Street Journal eliminar les mencions sobre Rolls-Royce en el seu informe i va expressar que la sospita que el vol continuar es basava "en l'anàlisi de senyals enviats per l'enllaç de comunicacions per satèl·lit del Boeing 777 ... l'enllaç estava operant en una mena de manera standby i buscava establir contacte amb un satèl·lit. Aquestes transmissions no incloïen dades ... " El 13 de març, el Secretari de Premsa de la Casa Blanca va dir "és possible que s'estableixi una nova zona de recerca a l'oceà Índic" a conseqüència de "noves informacions" i un funcionari del Pentàgon li va dir a ABC News: "Tenim informació que indica que l'aeronau va baixar a l'oceà Índic." Inmarsat va indicar que en la seva xarxa "només es van rebre senyals automàtics de rutina", tot i que un executiu de l'empresa va afegir que es van continuar enviant "missatges de disponibilitat" després que el control de trànsit aeri perdés el contacte i que aquests "senyals ping" podien ser analitzats per ajudar a estimar la ubicació de l'aeronau.
A partir del 15 de març, una setmana després de la desaparició, es va saber que l'últim senyal confirmat entre l'avió i els satèl·lits s'ha produït a les 8.11 del matí, set hores i 31 minuts després de l'enlairament.
Tal com va confirmar Razak el 24 de març, s'havia estavellat a l'oceà Índic costat de més de 220 de passatgers i sense supervivents. Així mateix, el primer ministre va precisar que la seva última posició hauria estat a l'oest de Perth a Austràlia.

## Investigació
La marina vietnamita va confirmar que uns dels seus vaixells va observar l'aparell en el seu radar. Segons Malaysia Airlines, l'avió no va enviar cap senyal de problemes.
El primer ministre Najib Razak, va informar el 15 de març que d'acord amb les investigacions, l'avió es va desviar intencionadament de la seva ruta original entre Malàisia i la Xina i, amb un rumb oposat, va volar durant més de set hores fins que es va perdre contacte. Amb posterioritat, el 24 de març, el govern malaisi va delimitar el lloc i moment en què l'avió s'hauria estavellat a l'oceà Índic, a l'oest de Perth (Austràlia).

### Hipòtesi del terrorisme
El ministre malai de transports va estar investigant i va anunciar l'inici d'una investigació sobre terrorisme, teoria nascuda a partir dels dos passatgers que van embarcar amb passaports robats. L'FBI va iniciar al seu torn una investigació en la mateixa direcció. Segons un expert en terrorisme consultat per  NBC, és molt estrany que dos passatgers amb els passaports robats es trobin en el mateix vol. A més, aquests dos passatgers haurien reservat els bitllets a la vegada. Després que diverses agències iniciessin investigacions sobre un possible acte terrorista, les autoritats van afirmar que estaven investigant quatre possibles casos d'identitat sospitosa a bord de l'aparell, però que no s'havia trobat cap relació amb el terrorisme en el cas dels dos iranians que viatjaven amb passaports robats.

### Hipòtesi del segrest
L'exèrcit de Malàisia creia al principi que l'avió de Malaysia Airlines va volar durant més d'una hora després de desaparèixer de les pantalles de control del trànsit aeri, canviant de rumb i viatjant cap a l'oest sobre l'estret de Malaca: «Va canviar de trajectòria després Kota Bharu i es va canviar a una altitud una mica inferior. Va arribar fins a l'estret de Malaca. L'última vegada que el vol va ser detectat per la torre de control va ser prop de l'illa de Pulau Perak, abans que es perdés el senyal» . Malàisia ha ampliat la recerca de l'avió a l'estret després centrar inicialment en el mar del Sud de la Xina.
Per la seva banda, el diari estatunidenc The Wall Street Journal va informar que l'avió podria haver estat volant durant quatre hores després d'haver perdut contacte amb els controladors aeris. Amb posterioritat també es va apuntar que l'avió va poder ser pilotat de forma deliberada per sobre de la península de Malàisia, en direcció a les illes Andaman, a l'oest de Myanmar.

### Hipòtesi del pilot suïcida
En 2016, investigadors nord-americans i l'Australian Transport Safety Bureau van descobrir que el simulador de vol de casa del capità s'havia usat per traçar una ruta al sud de l'oceà Índic, semblant a la que va fer l'avió, però l'ATSB va negar suposés una prova del suïcidi previst, i el govern de Malàisia refuta la teoria del pilot pilot, donant per bona la teoria que el capità estava inconscient i havia tingut un accident.

### Acabament del combustible
El 2018, es va buscar de manera inútil una zona prioritària basada en les dades de satèl·lit i el supòsit que quan l'avió es quedà sense combustible, Zaharie estava inconscient i l'avió caigué bruscament al mar. En aquesta zona la companyia nord-americana Ocean Infinity va buscar durant mesos sense trobar res.

## Passatgers i tripulació
| Nacionalitat    | Passatgers | Tripulació | Total |
| --------------- | ---------- | ---------- | ----- |
| Austràlia       | 6          | 0          | 6     |
| Canadà          | 2          | 0          | 2     |
| R.P. de la Xina | 152        | 0          | 152   |
| Estats Units    | 3          | 0          | 3     |
| França          | 4          | 0          | 4     |
| Hong Kong       | 1          | 0          | 1     |
| Índia           | 5          | 0          | 5     |
| Indonèsia       | 7          | 0          | 7     |
| Iran            | 2          | 0          | 2     |
| Malàisia        | 38         | 12         | 50    |
| Països Baixos   | 1          | 0          | 1     |
| Nova Zelanda    | 2          | 0          | 2     |
| Rússia          | 1          | 0          | 1     |
| Taiwan          | 1          | 0          | 1     |
| Ucraïna         | 2          | 0          | 2     |
| Total           | 227        | 12         | 239   |

Malaysia Airlines va donar a conèixer els noms i nacionalitats dels 227 passatgers i 12 tripulants, basant-se en el manifest de vol.

### Tripulació
Els 12 membres de la tripulació eren de nacionalitat malaia. El capità de l'avió era Zaharie Ahmad Shah de 53 anys, que es va unir a Malaysia Airlines el 1981, tenia 18 365 hores de vol d'experiència. El copilot Fariq Ab.Hamid, tenia 27 anys i 2.763 hores de vol, era empleat de l'aerolínia des de 2007.

### Passatgers
La policia xinesa a Fuzhou, Fujian, va localitzar a un home el número de passaport xinès del qual correspon a un en la llista de passatgers publicada. Aquest no estava a bord i el nom en la llista al costat del número era completament diferent. No obstant això, no havia perdut el seu passaport i la policia sospita que el número publicat era equivocat.
Els passatgers d'origen xinès incloïa un grup de 19 artistes amb sis membres de la seva família i quatre funcionaris, de tornada a casa després d'una exposició de cal·ligrafia a Kuala Lumpur. Vint dels passatgers eren treballadors de Freescale Semiconductor amb seu a Austin, Texas. Dotze d'aquests empleats eren malais-vuit d'origen xinès.

### Passatgers que utilitzaven identitats falses
Almenys dos dels passatgers viatjaven amb passaports robats a ciutadans de països europeus. Un austríac que figura en el manifest havia informat del robatori del seu passaport el 2012 i un italià va informar del robatori del seu l'agost de 2013, tots dos van ser robats a Phuket, Tailàndia, una destinació turística molt popular. Això va sortir a la llum quan es va tractar de localitzar els seus familiars, ja que llavors es va confirmar que ambdós homes es trobaven sans i estalvis. Els passatges comprats pels titulars dels passaports robats van ser venuts per China Southern Airlines. Els dos bitllets van ser comprats al mateix temps i emesos per una agència de viatges a Pattaya, Tailàndia, dos dies abans del vol. Els dos itineraris començaven a Kuala Lumpur i continuaven a Amsterdam amb escala a Pequín. L'itinerari per al titular del passaport italià acabava a Copenhaguen i el del titular del passaport austríac a Frankfurt. Els funcionaris d'immigració de Malàisia no van interrogar els passatgers que viatjaven amb els passaports europeus robats. Interpol va declarar que tots dos passaports estaven inclosos en la base de dades de passaports perduts i robats, però que no es va realitzar cap verificació, i ha assenyalat que molt pocs països utilitzen constantment la base de dades.
El 10 de març, el cap d'aviació civil de Malàisia, Azaharuddin Abdul Rahman, ha informat que els investigadors havien identificat a una de les persones que viatjaven amb passaport robat, però no va revelar cap detall sobre la nacionalitat o identitat de la persona, amb l'excepció que no era malaisi, sense reportar cap connexió entre els passaports robats i la desaparició de l'aeronau. Amb posterioritat es va anunciar que un dels dos passatgers era de nacionalitat iraniana, però es va descartar que tingués vincles amb el terrorisme, la qual cosa va passar també posteriorment amb el segon sospitós, també iranià.

## Recuperació de les restes
Malàisia va informar que havia rebut noves imatges de satèl·lit per part de França que mostraven potencials restes, a l'oceà Índic, del seu avió desaparegut.

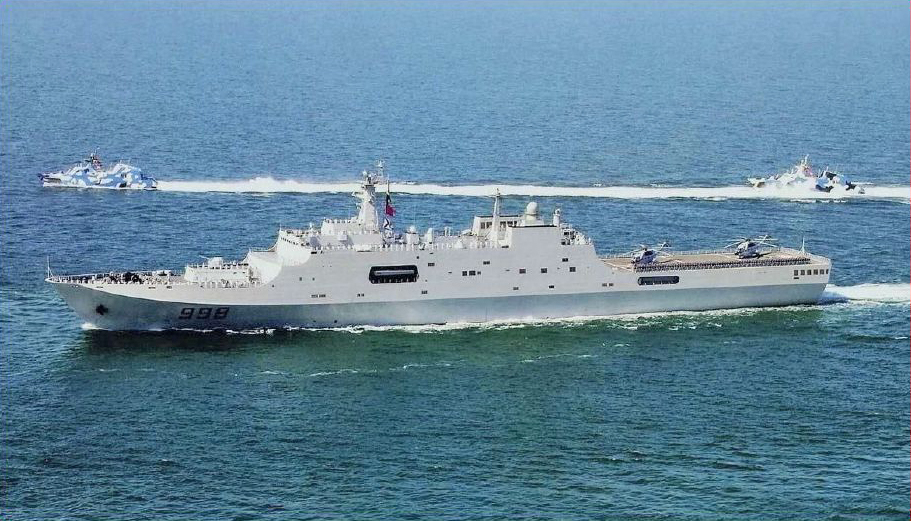
Nau amfíbia xinesa que buscava les restes.

L'Autoritat de Seguretat Marítima Australiana va augurar a finals de març que els treballs de recerca de les restes localitzades per altres satèl·lits xinesos i que podrien correspondre a l'avió, serien una tasca feixuga, atesa la llunyania d'aquestes restes, situades a més de 2.500 quilòmetres de la costa sud-oest australiana, i als canviants corrents de la mar a l'Índic.
Igualment, els avions militars de vigilància no havien deixat d'enlairar-se de Perth (Austràlia) des que van aparèixer les primeres imatges de satèl·lit. Un satèl·lit xinès va captar la imatge d'un objecte de 22 x 13 metres el 18 de març. La seva posició se situava a uns 120 quilòmetres al sud d'on l'altre satèl·lit australià va veure dos objectes. L'objecte més gran era d'una grandària aproximada al detectat pel satèl·lit xinès.
La flota internacional d'aeronaus i vaixells que buscava l'avió havia basculat els seus esforços amb decisió cap a l'oceà Índic sud, després de detectar les suposades restes de l'avió flotant a l'aigua. El vaixell Sant Petersburg de Noruega va arribar a la zona de l'Índic on van ser detectats possibles objectes de l'avió. També quatre avions militars de cerca van ser enviats, per bé que l'operatiu podria perllongar-se. Al començament, les aeronaus no van poder localitzar les restes a causa dels núvols i la pluja, però les altres van continuar la tasca. També es van destinar sis helicòpters, 18 vaixells i 29 avions per a la recerca.
El 24 de març, Razak va confirmar que les restes trobades eren de l'avió desaparegut, i informà que efectivament va impactar a l'Índic, i que, de la mateixa manera, no va deixar supervivents. L'examen de les dades de radar i satèl·lit va portar els investigadors a concloure que qui pilotés l'avió en aquell moment hauria fet la volta i va volar així fins a l'estret de Malaca. En aquest punt, l'aparell va poder dirigir-se cap al nord, en un corredor entre Tailàndia i Kazakhstan o Turkmenistan, o cap al sud, entre Indonèsia i el mateix Índic. A més, la revelació que l'extint avió portava bateries de liti inflamables al sector de càrrega va impulsar la hipòtesi que una explosió hauria causat la desaparició de la nau en calar-s'hi foc, i potser aquest fet l'hauria precipitat a l'Índic.
Les peces disperses de restes que van arribar a les platges de Reunió, Maurici i la costa de Tanzània, i gairebé segures a Mozambique, Sud-àfrica i Madagascar. indiquen que MH370 es va estavellar en un punt allunyat de l'oceà, però una cerca multigovernamental feta per Austràlia, Malàisia i la Xina no va aconseguir precisar una ubicació.